# Пінгвін імператорський

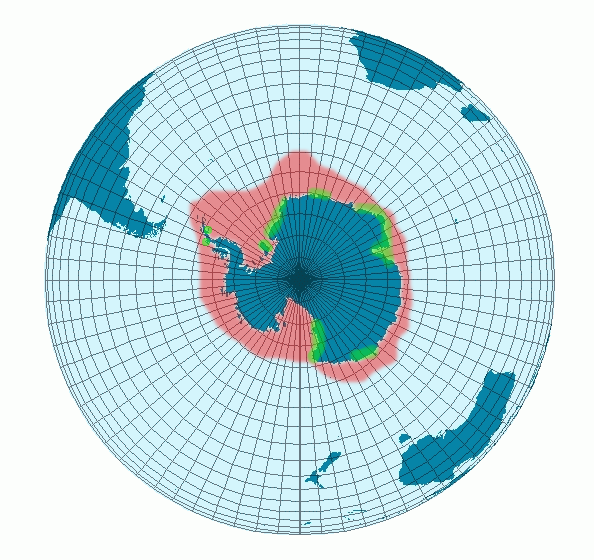
Ареал виду (зеленим позначено місця гніздування

Пінгві́н імпера́торський (Aptenodytes forsteri) — вид птахів роду Королівський пінгвін, найбільший птах родини пінгвінових.

## Опис
Імператорський пінгвін найвищий та найбільший серед своїх сородичів: їхній зріст може сягати до 1,30 м, а вага до 50 кг, ці показники стосуються найбільших зі самців пінгвінів. Його тіло обтічної форми. Невеликий розмір голови і ніг запобігає найменшій втраті тепла в холодних умовах Антарктиди. Оперення на спині чорне, а на грудях біле, що робить його у воді менш помітним для ворогів. Під шиєю і на щоках — жовто-оранжеве забарвлення. Імператорські пінгвіни можуть місяцями жити в океані і припливати до берега лише, щоби відпочити.

## Розповсюдження
Імператорський пінгвін з усіх видів пінгвінів заходить далі за всіх на південь. Близько 300 тисяч особин імператорського пінгвіна живуть на крижинах навколо Антарктиди, але для спаровування і висиджування яєць мігрують на материк.

## Живлення
Як морський птах, імператорський пінгвін полює виключно в морі. Він живиться рибою, кальмарами і крилем. Імператорські пінгвіни полюють групами. Ці групи пливуть прямо в зграю риби і швидко нападають в ньому на здобич, клюючи все, що перед ними виникає. Дрібну здобич вони їдять прямо у воді, а з крупнішою здобиччю мають виринути на поверхню, щоб її розібрати. Під час полювання імператорські пінгвіни долають великі відстані і досягають швидкості до 36 км/год. і глибину до 535 метрів. При необхідності вони можуть провести під водою до 20 хвилин. Чим більше світла, тим глибше вони пірнають, оскільки їх головним орієнтиром при полюванні є зір, а не ехолот.

## Розмноження

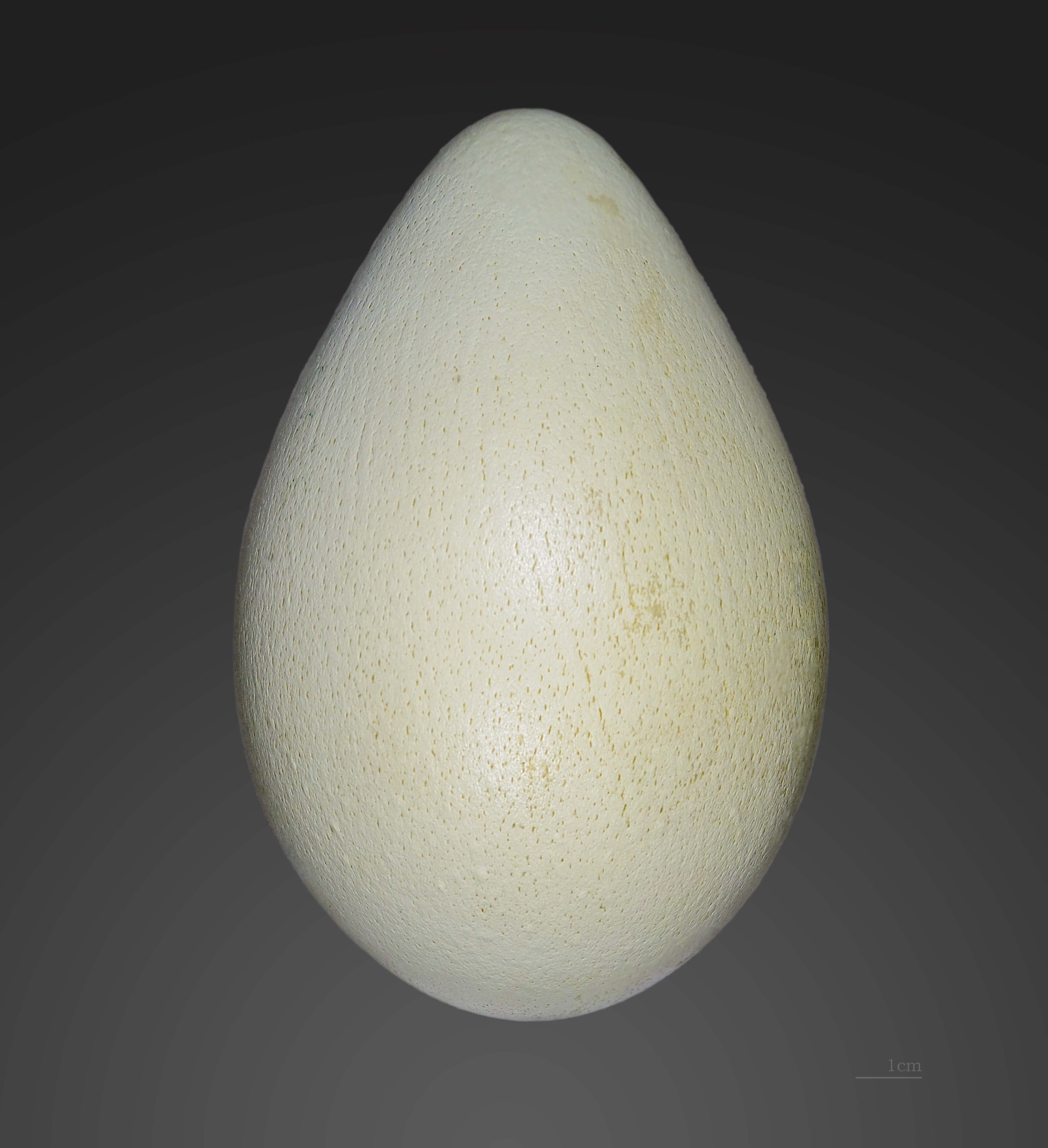
Яйце імператорського пінгвіна

Імператорські пінгвіни починають розмножуватися в травні—червні, коли в місцях їх проживання температура опускається нижче 50 °C, а вітер дує зі швидкістю до 200 км/год. Самка відкладає єдине яйце на лапи і накриває його зверху шкірною складкою, яка називається насідною сумкою. Через деякий час турботи про яйце бере на себе самець, у якого також є насідна сумка. Поки самець насиджує яйце, самка в цей час подорожує до відкритого моря в пошуках їжі. Самці ж збираються в щільні групи — близько 10 птахів на 1 м², що допомагає зберегти життя майбутньому потомству. Батьки годують своїх пташенят «молоком» — особливим соком, який виробляє шлунок і стравохід пінгвіна. У цьому соку 28 % жиру, білків близько 60 %. Опісля двох місяців, самки повертаються з годування і одночасно з цим з яєць з'являються пташенята. Самки близько трьох тижнів годують пташенят напівперетравленою їжею, запасеною в подорожі морем і тим же самим молоком. У віці п'яти тижнів пташенята імператорських пінгвінів вже не вміщуються в насідних сумках і йдуть в так звані «дитячі садки», де проводять час, щільно притиснувшись один до одного. Дорослі пінгвіни охороняють їх від нападів хижаків — буревісників і поморників. Батьки ж знаходять своє пташеня серед сотень інших, орієнтуючись голосовим сигналом, який сприймає лише потрібне дитинча, і годують тільки його. У цей період пташеня може за один раз з'їсти до 6 кг риби. Здатними до плавання пташенята стануть лише до січня. Тоді дорослі і молоді птахи йдуть в море до наступної весни.

## Природні вороги
У імператорських пінгвінів існує небагато ворогів, і природний вік цих птахів може досягати 35 років. Єдині хижаки, що вбивають дорослого імператорського пінгвіна у воді або поблизу води, — це косатки і морські леопарди. На крижинах іноді трапляється, що пташенята імператорського пінгвіна стають здобиччю поморників або гігантського буревісника. Саме від останнього виходить найбільша небезпека, оскільки він є причиною загибелі до третини пташенят імператорського пінгвіна. Для дорослих особин ці птахи не створюють небезпеки.

## Інші загрози
Окрім хижаків, великою загрозою імператорським пінгвінам, що призводить до масової загибелі популяції, є зміна клімату на континенті. Так, наприкінці 2022 року, на заході Антарктиди в районі, що виходить до моря Беллінсгаузена, під час танення і розлому криги, які викликало потепління, загинуло до 10 тисяч пташенят імператорських пінгвінів. Це сталося до появи у малечі водонепроникного пір'я, необхідного для плавання в океані. Прогнозують, що понад 90 % колоній імператорських пінгвінів майже зникнуть в Антарктиді вже до кінця цього століття. Дослідники з Британської антарктичної служби стосовно існуючої проблеми притримуються ще більш жорсткіших прогнозів. А саме, на початку 2024 року, в науковому журналі «Антарктична наука» зазначалося, що якщо поточні тенденції збережуться, популяція імператорських пінгвінів може скоротитися на 99 % до кінця століття.